# 紀行文
紀 行文（きい ゆきぶみ、またはゆくぶみ、弘和3年（永徳3年、1383年） - 薨年不明）は、室町時代の紀伊国の国造兼日前宮の神主にして公卿、歌人である。俊長の男。
後小松天皇の明徳4年（1393年）11歳で元服し、翌年5月叙爵、翌翌応永2年（1395年）3月に立身栄達を望まなかった父俊長が南紀の地に隠居すると世職を襲い、同年8月第60代国造及び日前宮神主となる。
応永8年3月に刑部大輔に補され、同29年（1422年）に国造と日前宮神主職を子息行長に譲るが、その後も宮仕は続けたようで、後花園天皇の正長2年（永享元年、1429年）には非参議従三位に叙せられ、永享10年まではその在官が確認できる。恐らくはその間であろうか、御前で和歌3首を詠ずることがあり、その詠を褒賞した天皇から剣2口を下賜され、その中の1口は国吉銘であったという。時期は不詳であるが永享11年以後に致仕し、父俊長に倣って南紀の地に隠居した。なお、非参議と兼ねていたのかは不明であるが極官はどうやら大膳大夫であったらしく、また隠棲地は名草郡の毛見浦で、そこは父俊長と同じ地であったと伝える。
後花園天皇の御前詠のように歌人として当時著名で、私家集として『大膳権大夫行文五十首』2篇が遺り、その中の1篇には後小松天皇宸筆の御批点及び御判詞が付けられていたこともあって「家の名誉、子孫の重宝」とされ、両篇から1首ずつが『新続古今和歌集』に入集されている。